# حفاظت از سیاره

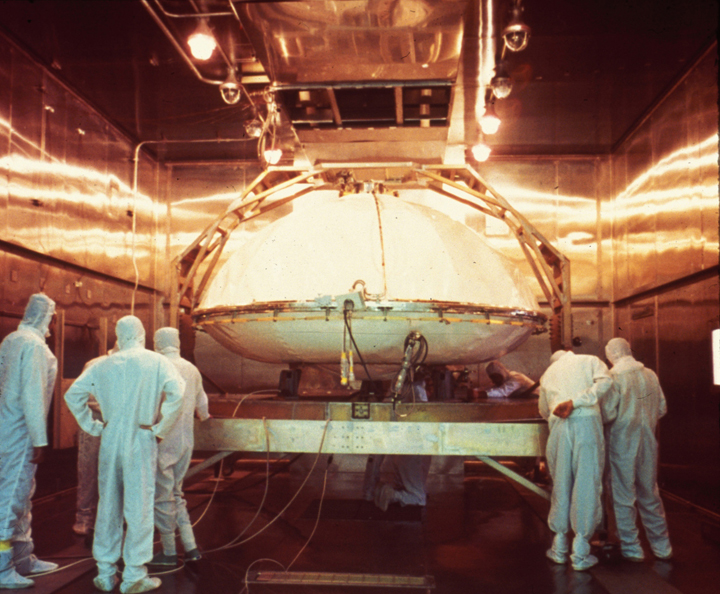
یک فرودگر وایکینگ برای استریلیزاسیون با گرمای خشک آماده می‌شود. از این متد هنوز هم تا امروز به عنوان روش معمول – حفاظت سیاره‌ای استفاده می‌شود.

حفاظت از سیاره یا حفاظت سیاره‌ای (انگلیسی: Planetary protection) یک اصل راهنما در طراحی یک مأموریت بین سیاره‌ای است که هدف آن جلوگیری از آلودگی بیولوژیکی هم جرم آسمانی هدف و هم زمین در مورد مأموریت‌های آوردن نمونه است. حفاظت از سیاره هم ماهیت ناشناخته محیط فضایی و هم تمایل جامعه علمی برای حفظ طبیعت بکر اجرام آسمانی را تا زمانی که بتوان آنها را به تفصیل مورد مطالعه قرار داد، منعکس می‌کند.
دو نوع آلودگی بین سیاره‌ای وجود دارد. در آلودگی به سوی مأموریت‌ انتقال موجودات زنده از زمین به جرم آسمانی دیگر است. در آلودگی بازگشت توجه به امکان انتقال موجودات فرازمینی، در صورت وجود، به بیوسفر زمین است.